# Made man
Made man (pronuncia: /meɪd mæn/), letteralmente in italiano: Uomo compiuto o Man of honor ovvero Uomo d'onore, è un'espressione usata da Cosa Nostra statunitense, membro effettivo dell'organizzazione mafiosa.
Le espressioni goodfella (compagno o, letteralmente, bravo ragazzo) e wiseguy (ragazzo saggio) sono solitamente usate anche per definire un membro ufficiale della mafia italoamericana; comunque, queste espressioni si possono usare anche per quelle persone, conosciute come gli "avvicinati" oppure gli "associati," che solo cooperano o collaborano strettamente con l'organizzazione criminale ma non sono "made men" ufficiali. L'espressione "made man" corrisponde alla controparte siciliana "Uomo d'onore", "omu d'onuri." Il termine usato dalla stampa e dagli studiosi di criminalità è invece "mafioso".

## Storia

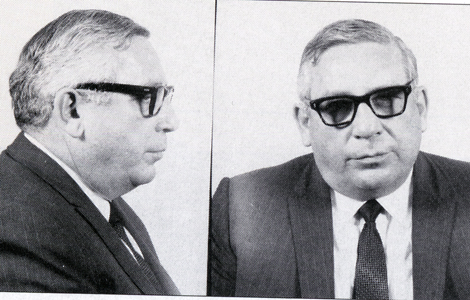
Anthony Corallo, potente e riservato boss dei Lucchese, mantenne il potere tra il 1973 e il 1986

Tradizionalmente, nella mafia italoamericana, per diventare made man bisogna essere di sesso maschile e avere solo origini italiane, preferibilmente del Sud Italia o siciliane. Nel passato, i "soldati" che avevano le origini italiane da parte di solo un genitore non potevano essere accettati nella mafia italoamericana come un made man a tutti gli effetti. Per esempio, un "associato" famoso della famiglia Lucchese, Henry Hill, la cui vita è stata raccontata nel film Quei bravi ragazzi, non poteva essere ufficialmente accettato nella mafia come un made man perché suo padre era di origini irlandesi mentre la madre era siciliana. In alcuni casi, un "associato" o soldato poteva nascondere il suo lato non italiano con successo e diventare un made man, come nel caso di Andrew Thomas DelGiorno, un soldato della famiglia di Filadelfia che avendo un padre siciliano e una madre polacca aveva nascosto il suo lato polacco agli altri membri della famiglia.

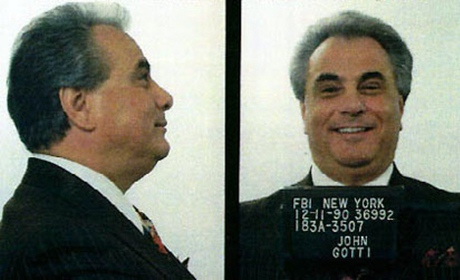
John Gotti, Jr.

Oggi si pensa che questo requisito sia molto allentato per cui anche maschi per metà italiani d'origine paterna vengono accettati nella famiglia mafiosa. Così per molti italo-americani di terza e quarta generazione che non abbiano solo un'ascendenza italiana (a causa della miscela con altri gruppi etnici), il fatto di avere un cognome italiano sembra sia diventano il prerequisito per un'appartenenza alla Mafia. Altri studiosi del fenomeno mafioso attestano che sono anche accettati maschi con ascendenza italiana da parte di madre a patto che abbiano un cognome italiano. Esempi di made man di non completa ascendenza italiana sono il figlio di John Gotti, il gangster John Gotti, Jr., la cui madre era di origini russe, e Frank Salemme, un boss della famiglia Patriarca a Boston, la cui madre era di origini irlandesi. Comunque, le regole sono soggette a cambiamenti a seconda delle varie famiglie mafiose e la segretezza stessa dell'organizzazione rende difficile definire le regole con precisione. Anche le fonti indicano diversità per la definizione di made man: ad esempio, secondo il giornalista Selwyn Raab, Salvatore Vitale, il viceboss della famiglia Bonanno, ha detto che la Commissione ha deciso durante un incontro nel 2000 di reintrodurre il vecchio requisito che affermava che un made man deve essere di origini tutte italiane.
A parte le origini italiani, per diventare made man, un associato o un soldato non deve avere un'affiliazione precedente con la polizia o altre forze dell'ordine. Una eccezione notevole a questo requisito è stato Ron Previte, un ex poliziotto corrotto del Philadelphia Police Department che è diventato un membro della famiglia di Filadelfia. Inoltre, anche se non erano accettati come made men, due investigatori per il New York City Police Department, Louis Eppolito e Stephen Caracappa, lavoravano come "soldati" per la famiglia Lucchese a New York. Secondo le regole un soldato o un associato per assicurare che sia devoto alla famiglia e non sia un agente di stato sotto copertura deve anche commettere un assassinio prima di essere riconosciuto come made man, ma anche e soprattutto che sarebbe disposto ad uccidere pur di servire la famiglia.

## Cerimonia di affiliazione

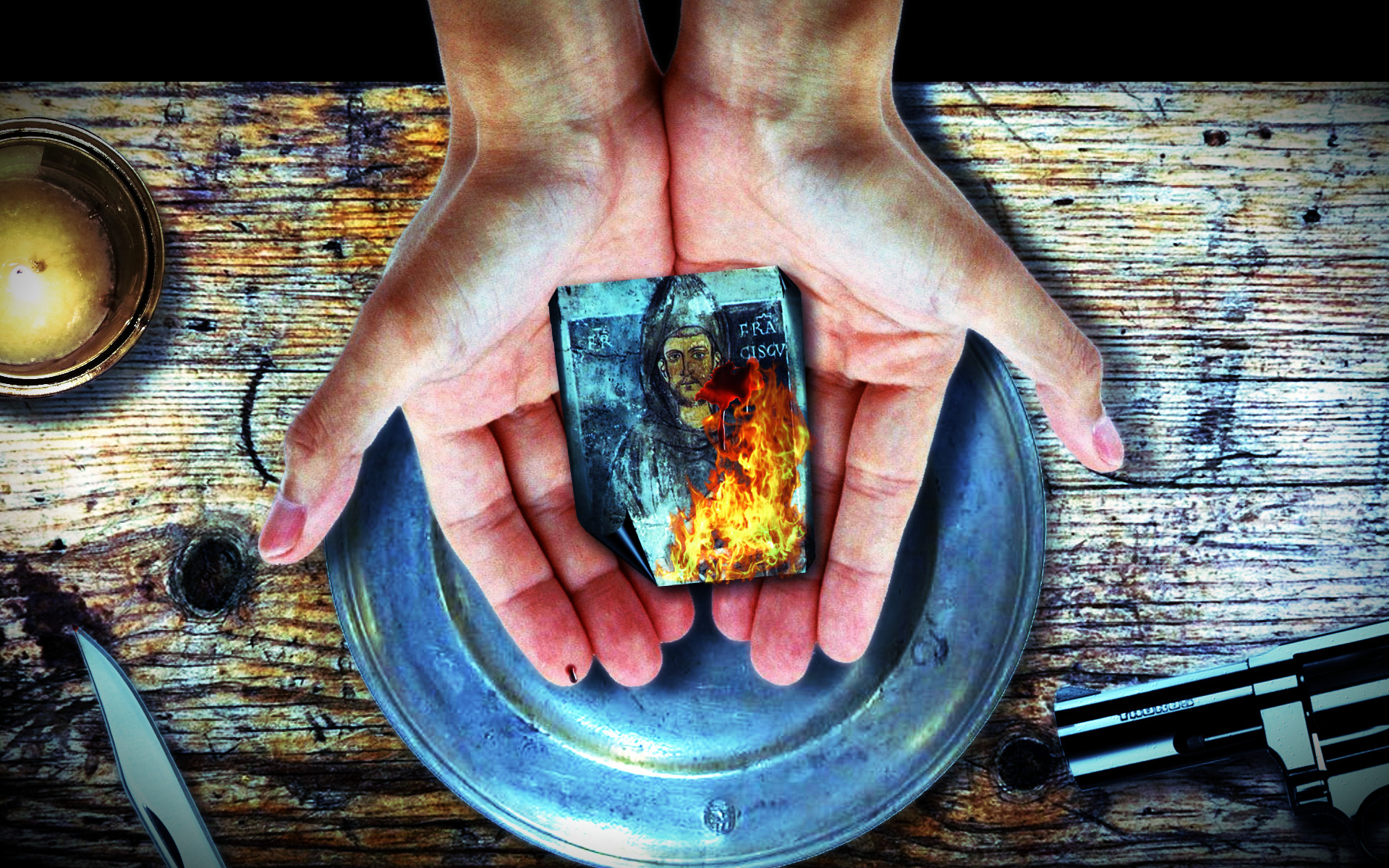
Il rituale della bruciatura del santino

Per diventare a tutti gli effetti un made man in primo luogo bisogna essere presentati al resto della famiglia da un altro socio, già made man. Secondo le rivelazioni dell'agente federale infiltrato Joe Pistone nei suoi libri The Way of the Wiseguy e Donnie Brasco: Unfinished Business, il nuovo socio deve avere almeno due presentatori, uno dei quali deve conoscerlo da almeno 10-15 anni; quest'ultimo si fa garante della sua affidabilità e capacità. In ogni caso la decisione finale viene riservata al boss della famiglia a cui il neofita è stato presentato.
Quando la famiglia "apre i libri" (accetta nuovi membri), un socio viene incaricato di comunicare al nuovo membro di presentarsi per la "punciuta" vestito elegantemente . Viene quindi portato nella stanza dove la cerimonia si svolgerà, per lui solo o assieme a altri candidati. Alla recluta sarà richiesto di prestare un giuramento di omertà, il codice di mafia del silenzio. Anche se la cerimonia varia da famiglia a famiglia, di solito prevede la puntura del dito indice affinché il sangue cada sull'immagine di un santo, generalmente San Francesco d'Assisi o su quella della Vergine Maria. L'immagine viene quindi bruciata tenendola in mano fino a quando la recluta ha pronunciato il giuramento di fedeltà alla sua nuova "famiglia". La formula può per esempio essere questa: «come questa carta brucia, possa la mia anima bruciare all'inferno se tradisco il giuramento di omertà.» oppure: «come brucia questo santo, così brucerà l'anima mia. Entro da vivo e dovrò uscire morto.» .

## Diritti e doveri

La struttura tipica di una famiglia mafiosa tradizionale

Dopo la cerimonia di affiliazione, il made man è chiamato soldier (soldato), primo grado della gerarchia mafiosa e acquisisce la piena protezione dall'organizzazione criminale a patto di guadagnare una somma di denaro idonea e dare una percentuale ai membri di grado superiore.
Il giuramento fatto dal made man al momento finale della cerimonia consiste nell'omertà (cioè il totale silenzio) e nella lealtà assoluta verso la famiglia, quindi anche nei confronti degli altri made man. Il made man non deve tradire i suoi compagni né commettere adulterio con le mogli degli altri membri (pena la morte).
Tradizionalmente un uomo d'onore viene considerato come un "intoccabile" dagli altri criminali: un uomo di cui aver rispetto e timore.
Attaccare o uccidere un uomo d'onore senza il permesso di membri di grado superiore è considerato quasi sempre un errore da punire di solito con la morte, spesso indipendentemente dal fatto che l'autore abbia agito per un risentimento legittimo o no.